# Tanjung Beringin (Maje)
Tanjung Beringin is een bestuurslaag in het regentschap Kaur van de provincie Bengkulu, Indonesië. Tanjung Beringin telt 990 inwoners (volkstelling 2010).